# Municipio de Mill Creek (condado de Franklin)
El municipio de Mill Creek (en inglés: Mill Creek Township) es un municipio ubicado en el condado de Franklin en el estado estadounidense de Arkansas. En el año 2010 tenía una población de 242 habitantes y una densidad poblacional de 4,19 personas por km².

## Geografía
El municipio de Mill Creek se encuentra ubicado en las coordenadas 35°25′41″N 94°1′44″O / 35.42806, -94.02889. Según la Oficina del Censo de los Estados Unidos, el municipio tiene una superficie total de 57.74 km², de la cual 55,81 km² corresponden a tierra firme y (3,33 %) 1,92 km² es agua.

## Demografía
Según el censo de 2010, había 242 personas residiendo en el municipio de Mill Creek. La densidad de población era de 4,19 hab./km². De los 242 habitantes, el municipio de Mill Creek estaba compuesto por el 95,04 % blancos, el 0,41 % eran amerindios, el 1,24 % eran asiáticos, el 0,83 % eran de otras razas y el 2,48 % eran de una mezcla de razas. Del total de la población el 1,65 % eran hispanos o latinos de cualquier raza.